# Becherbach (Pfalz)
Becherbach település Németországban, Rajna-vidék-Pfalz tartományban. Lakosainak száma 831 fő (2023. december 31.).

## Népesség
A település népességének változása:
| Lakosok száma | 1112 | 915  | 857  | 837  | 829  | 827  | 831  |
|               | 1975 | 2010 | 2017 | 2019 | 2021 | 2022 | 2023 |